# الهيبة العودة (مسلسل)
الهيبة العودة هو الجزء الثاني من مسلسل الهيبة الذي عرض في موسم رمضان 2017 م - 1438 هـ أُعد للعرض الرمضاني 2018 م - 1439 هـ، قام على إنتاج المسلسل شركة سيدرز آرت برودكشن ومن تأليف هوزان عكو، وسناريو وحوار باسم توفيق السلكا، وإخراج سامر برقاوي، ومن بطولة تيم حسن، ونيكول سابا والتي حلت بدلاََ عن نادين نسيب نجيم بطلة الجزء الأول ومنى واصف (والدة جبل) وأويس مخللاتي (شقيق جبل) وعبدو شاهين (ابن عمه) روزينا لاذقاني (شقيقته)، قام بعرض المسلسل كلاََ من قناة إم بي سي 1، وإم تي في اللبنانية، وقناة رؤيا الفضائية، وقناة السومرية الفضائية.
يعتمد الجزء الثانى من المسلسل في أحداثه على الفلاش باك وهي العودة إلى أسباب أحداث الجزء الأول، وتدور أحداثه حول الثأر لمقتل والد جبل شيخ الجبل من طرف عائلة السعيد، وبعدها تنخرط العائلتين في صراعات عشائرية لا نهاية لها، ومع دخول شخصيات جديدة لها حسابات معلقة مع عائلة شيخ الجبل وما ينتج عن هذه الحسابات من تعقيدات يتصدى لها جبل منفرداََ.
ويشارك في البطولة نجوم الجزء الأول بالإضافة إلى نجوم جدد، ومنهم رفيق علي أحمد، وعبد المجيد مجذوب (والد جبل)، ونقولا دانيال، وختام اللحام، وكذلك تشارك ملكة جمال لبنان لعام 2015 فاليري أبو شقرا بدور (حبيبة جبل)، وخالد السيد، وميرفا القاضي عباس جعفر.

## الهيبة (الجزء الأول)
- أحداث الجزء الأول

تدور أحداث الجزء الأول من المسلسل في إطار التشويق والإثارة ، حول (عليا) التي تعيش مع زوجها وابنهما الصغير في كندا، وعندما يتوفى الزوج (عادل) تعود إلى لبنان لدفنه برفقه صديق زوجها (نعيم) في بلدته الحدودية بين لبنان وسوريا ، والتي تسمى بالهيبة فتواجه مشكلة أن عائلة زوجها تقرر أخذ الطفل منها، والشرط الوحيد لبقائها بجانبه هي أن تتزوج من شقيق زوجها (جبل) ، وبعدها تقوم بتقديم شكوى ضد جبل عند السفارة الكندية، لكنها تكتشف أن زوجها وعائلته يتاجرون في السلاح وتهريبه وغير ذلك من الأمور الخطيرة، وعندها تقع قصة حب بين (جبل وعليا) تنتهي بالزواج، فيما بعد يسجن ابن عمه (شاهين) ويتم الضعظ عليه من قبل قوات الأمن للاعتراف على جبل لكي تكون امارة قرية الهيبة من نصيبة، بعد ذلك يعرف جبل بما يكاد له من مكائد فيقرر الهروب إلى مناطق نائية في الهيبة تسمى (الجرود)، وهو في طريقة للهروب يتعرض لكمين مفخخ من إحدى السيارات التي على جانب الطريق والذي أعده (نضال)، لتدور بعدها حرب بين رجال جبل ورجال نضال ويتعرض صخر لإصابة خطيرة تفقده النظر ثم يستطيع جبل الهروب بصحبة أخيه صخر من موقع الكمين إلي إحدى البيوت النائية في القرية ويختبئ فيها، حتي يقرر جبل الظهور والعودة إلى البيت تم يقوم بالآخذ بثأر ويقتل نضال في ساحة القرية بعدها يعرف شاهين بعودة جبل ويقرر الذهاب إلى منزل جبل لكي يعترف له بالخيانة ثم يلقى مقتله على يد رجال جبل، بعد مدة من الزمن ينجب جبل ولد ويسميه على اسم أخوة عادل، ويتزوج اخوه صخر من بنت عمة ريما، ونسافر (هنادي) إلى كندا، وتبقى (منى) مع عائلتها بعد طلاقها من زوجها.

## الهيبة العودة (الجزء الثاني)

### القصة والأحداث
يعتمد الجزء الثانى من المسلسل في أحداثه على الفلاش باك وهي العودة إلى أسباب أحداث الجزء الأول وتكون البداية قبل مرور 7 أعوام من أحداث الجزء الأول أي إلى سنة 2014 من مدينة دمشق حيث جبل مسجون هناك، وتتمحور الأحداث حول عائلة شيخ الجبل التي أبتكرها الكاتب هوزان عكو في الجزء الأول، وأعاد كتابة القصة في الجزء الثاني، سامر السلكا، والتي تتمحور حول خلافات مع عائلة (السعيد) لأسباب لها علاقة بالتجارة والتهريب، تصل إلى حدود القتال وتغليب لعنة الثأر. لكن المفاضلة في أحداث المسلسل تأتي لمصلحة عائلة (شيخ الجبل) التي يقودها بطل المسلسل (جبل)، وارث الزعامة عن والده (سلطان شيخ الجبل)، في حين تُهمش عائلة (السعيد) عن سياق الأحداث والمشهد العام، وتكسب حضوراً متواضعاً قياساً بالتفاصيل التي تنقل عن عائلة (شيخ الجبل)،
 بداية الجزء الثاني تُعيد الآباء إلى يوميات العائلتين المتنازعتين، (سلطان شيخ الجبل) ويجسد الشخصية (عبد المجيد مجذوب) والشيخ (سليمان السعيد) ويجسد الشخصية (أحمد الزين) في إطار الكشف عن أحداث سابقة من حياة العائلتين. ويعود بالأحداث إلى بدايات تزعم (جبل شيخ الجبل) لقرية الهيبة، ويتضمن المسلسل أكثر من موضوع وإطار منها حق الدم والثأر ضمن القبائل والعشائر في الجبال والعيش في حالة من الرهبة والخوف، وتجارة السلاح بين لبنان وسوريا، وفي هذه الإطارات تتغير أحوال الهيبة، ويزيد الضغط على سلطان شيخ الجبل (والد جبل) الذي تحتل أراضيه كامل مساحة القرية المتاخمة للحدود السورية، لذا يصبح تهريب الحشيش وبعض الأسلحة الصغيرة، غير كافٍ لمن يريد الاستفادة من ظرف الحرب على المقابل الآخر، حيث تشتعل حرب الثوار وحاجتهم لأسلحة فتاكة. هنا وعندما يحاول أحمد الزين (سليمان السعيد) تغيير الصيغة وتهريب أسلحة أثقل وأكثر أهمية، يقف في وجهه (سلطان شيخ الجبل)، ويستعرض المسلسل بعد ذاك توالي الأحداث ضمن هذا الإطار.
ومن الجهة الأخرى استطاع كاتب المسلسل في هذا الجزء أن يبرر غياب وجه بارزة في المسلسل مثل نادين نسيب نجيم بدور (عليا)، وإعادة عبدو شاهين الذي قام بدور (شاهين) إلى الحياة بعدما قضى نحبه مع نهاية أحداث الجزء الأول، وقام المخرج سامر برقاوي من ضخ حياة وأحداث جديدة في المسلسلن حيث جعل إلى جانب الممثلة منى واصف والدة جبل زوجاً هو الممثل عبد المجيد مجذوب، وأضاف شخصيات معروفة آخرى مثل أحمد الزين، ورفيق علي أحمد.

### طاقم التمثيل والشخصيات
| اسم الممثل        | الدور واسم الشخصية في المسلسل         | البلد |
| الشخصيات الرئيسية |                                       |       |
| ----------------- | ------------------------------------- | ----- |
| تيم حسن           | جبل سلطان شيخ الجبل                   | سوريا |
| نيكول سابا        | سميه سليمان السعيد                    | لبنان |
| منى واصف          | ناهد آل عمران                         | سوريا |
| رفيق علي أحمد     | ناظم العالي (أبو سلمى)                | لبنان |
| بطولة             |                                       |       |
| أويس مخللاتي      | صخر سلطان شيخ الجبل                   | سوريا |
| عبدو شاهين        | شاهين غازي شيخ الجبل                  | لبنان |
| فادي أبي سمرا     | هولو (أحد رجال أبو سلمى)              | لبنان |
| روزينا لاذقاني    | منى سلطان شيخ الجبل                   | سوريا |
| ختام اللحام       | هناء (أم شاهين)                       | لبنان |
| ميشال حوراني      | مجدي (زوج منى)                        | لبنان |
| سلطان ديب         | نضال سليمان السعيد                    | لبنان |
| زينب هند خضرة     | ريما غازي شيخ الجبل                   | لبنان |
| فرزدق ديوب        | توشكا (أحد رجال أبو سلمى)             | سوريا |
| ناتاشا شوفاني     | رولا ناظم العالي بنت أبو سلمى الثانية | لبنان |
| سامر الكحلاوي     | إياد - دب (أحد رجال جبل)              |       |
| ناظم عيسى         | عزت (أبو علي)                         | لبنان |
| ليلى قمري         | نجاح (أم علي)                         | لبنان |
| ظهور خاص          |                                       |       |
| ميرفا القاضي      | سلمى ناظم العالي                      | لبنان |
| فاليري أبو شقرا   | مريم (حبيبة جبل)                      | لبنان |
| ضيوف الشرف        |                                       |       |
| عبد المجيد مجذوب  | سلطان شيخ الجبل (والد جبل)            | لبنان |
| أحمد الزين        | سليمان السعيد                         | لبنان |
| نجاح سفكوني       | جمال عمرآن (خال جبل)                  | سوريا |
| ضيوف العمل        |                                       |       |
| نقولا دانيال      | أبو نضال                              | لبنان |
| خالد السيد        | غازي شيخ الجبل (والد شاهين)           | لبنان |
| جهاد الأطرش       | والد مريم                             | لبنان |
| باتريك مبارك      | عيسى (المحامي)                        | لبنان |
| حسام الصباح       | الأكرت (قاتل سلطان شيخ الجبل)         | لبنان |
| جوزيف ساسين       |                                       | لبنان |
| جوزيف عبود        |                                       | لبنان |
| تولين البكري      |                                       | سوريا |
| أحمد رافع         | ضابط المخابرات السورية                | سوريا |
| محمد شمص          | برهان (أحد رجال هولو)                 | لبنان |
| عباس جعفر         | بدور المجنون (أحد رجال جبل)           | لبنان |
| بالاشتراك مع      |                                       |       |
| ولاء عزام         |                                       | سوريا |
| يامن فيومي        | عادل سلطان شيخ الجبل                  | سوريا |
| الوجوة الجديدة    |                                       |       |
| ربى زعرور         |                                       | لبنان |
| عبدالرحمن القادري |                                       | لبنان |

## شارة البداية والنهاية
- اسم الأغنية: مجبور
- غناء: ناصيف زيتون
- كلمات: علي المولى
- ألحان: فضل سليمان
- توزيع: جيمي حداد
- إتاج: وتري

## البث التلفزيوني
| - إم بي سي 1 - إم تي في اللبنانية - قناة السومرية الفضائية - قناة حكايات (آي آر تي) | - آي آر تي حكايات كمان - آي آر تي حكايات 2 - قناة رؤيا الفضائية - قناة نوميديا الجزائرية |